# La Chapelle-du-Bois-des-Faulx
La Chapelle-du-Bois-des-Faulx é uma comuna francesa na região administrativa da Normandia, no departamento de Eure. Estende-se por uma área de 4,36 km². Em 2010 a comuna tinha 692 habitantes (densidade: 158,7 hab./km²).